# Forbes Shire
Forbes Shire är en kommun i Australien. Den ligger i delstaten New South Wales, i den sydöstra delen av landet, omkring 310 kilometer väster om delstatshuvudstaden Sydney. Antalet invånare var 9 587 vid folkräkningen 2016.
Följande samhällen finns i Forbes:
- Forbes
- Calarie
- Garema